# Nicola Legrottaglie
Nicola Legrottaglie (ur. 20 października 1976 w Gioia del Colle) – włoski piłkarz grający na pozycji obrońcy w Calcio Catania.
Legrotaglie zaczynał karierę w AS Bari. Później grał w wielu klubach. W 1998 trafił do Chievo Werona, a w 2003 przeszedł do Juventusu. W ostatnim dniu zimowego okienka transferowego w 2011 roku przeszedł na zasadzie transferu definitywnego do AC Milan. Od sierpnia 2011 broni barw Calcio Catania.
W reprezentacji Włoch zadebiutował 20 listopada 2002 w zremisowanym 1:1 towarzyskim meczu z Turcją.